# Rena dulcis
Espèce
Synonymes
- Leptotyphlops dulcis (Baird & Girard, 1853)
- Stenostoma rubellum Garman, 1884
- Leptotyphlops dulcis supraocularis Tanner, 1985

Statut de conservation UICN

 LC  : Préoccupation mineure
Rena dulcis est une espèce de serpents de la famille des Leptotyphlopidae.

## Description
Ce serpent ressemble à un ver de terre, tant par sa taille et son diamètre, sa couleur, son cou dans le prolongement de la tête et du corps, ses écailles lisses, ainsi que par la forme de sa tête et de sa queue. Son corps comporte 14 écailles, et mesure entre 12,7 et 20,3 cm de long. Bien qu'aveugle, il possède des vestiges d'yeux noirs pratiquement indécelables. Il ne présente pas de dimorphisme sexuel.

## Répartition  et habitat
Cette espèce se rencontre :
- aux États-Unis en Oklahoma et au Texas ;
- au Mexique au Chihuahua et au Querétaro.

Le Rena dulcis préfère les endroits sablonneux ou argileux, où il peut facilement s'enfouir, à des altitudes allant de 0 à 2 100 m.

## Comportement
Le Rena dulcis est considéré comme un animal fouisseur. Cependant, à cause de son manque d'attributs permettant de creuser, on le retrouve fréquemment dans des galeries de vers ; nocturne, il ne remonte en général à la surface qu'à la nuit tombée. Sensible aux basses températures, il hiberne en hiver. Sa vitesse de reptation est assez faible (environ 1,5 m/min).
Son odorat lui permet de se repérer, ce qui compense sa cécité, et il est capable de détecter et de suivre les traces de phéromones, que ce soit pour la chasse ou pour la reproduction.
Une relation de commensalisme avec le petit-duc maculé a été rapportée, ce dernier ramenant le Rena dulcis vivant dans son nid et l'y laissant pour qu'il se nourrisse de ses parasites.

## Alimentation
Il ne s'attaque pas aux vers de terre. La majeure partie de son alimentation repose sur les fourmis et les termites, mais il se nourrit également de larves et de nymphes d'arthropodes, ainsi que d’œufs d'insectes.

## Liste des sous-espèces
Selon The Reptile Database (28 janvier 2014) :
- Rena dulcis dulcis Baird & Girard, 1853
- Rena dulcis rubellum (Garman, 1884)
- Rena dulcis supraorbicularis (Tanner, 1985)

## Publications originales
- Baird & Girard, 1853 : Catalogue of North American Reptiles in the Museum of the Smithsonian Institution. Part 1.-Serpents. Smithsonian Institution, Washington, p. 1-172 (texte intégral).
- Garman, 1884 "1883" : The reptiles and batrachians of North America. Memoirs of the Museum of Comparative Zoology, Cambridge (Massachusetts), vol. 8, no 3, p. 1-185 (texte intégral).
- Tanner, 1985 : Snakes of Western Chihuahua. Great Basin Naturalist, vol. 45, no 4, p. 615-676 (texte intégral).
- (en) John E. Werler et James R. Dixon, Texas Snakes : Identification, Distribution and Natural History, Chine, University of Texas Press, 2000, 4e éd., 439 p. (ISBN 0-292-79130-5, lire en ligne), p. 47-51